# Hasanpur (Nepal)
Hasanpur (nepalski: हंसपुर) – gaun wikas samiti we wschodniej części Nepalu w strefie Kośi w dystrykcie Bhojpur. Według nepalskiego spisu powszechnego z 2001 roku liczył on 534 gospodarstw domowych i 2744 mieszkańców (1378 kobiet i 1366 mężczyzn).